# Зениборовский овраг
Зениборовский овраг — ручей в районах Чертаново Южное и Северное Бутово Юго-Западного административного округа Москвы, левый приток Битцы у Верхнего Качаловского пруда. Большая часть реки убрана в коллектор, долина полностью засыпана. В открытом русле ручей сохранился только на территории Битцевского леса. Точное происхождение названия не установлено. Гидроним, вероятно, имеет антропонимическое происхождение. На старых картах овраг подписан неразборчиво, возможно его называли Зепиборовским.
Длина ручья составляет 1,6 км, площадь водосбора — 1,5 км². Зениборовский овраг начинается двумя отвершками в юго-восточном углу Битцевского леса рядом с Собачьим прудом и протекает на юг до МКАД. Водоток в подземном коллекторе пересекает трассу на востоке от Старобитцевской улицы и впадает в Битцу недалеко от Куликовской улицы между улицами Ратная и Знаменские Садки.